# Ivan Šarić

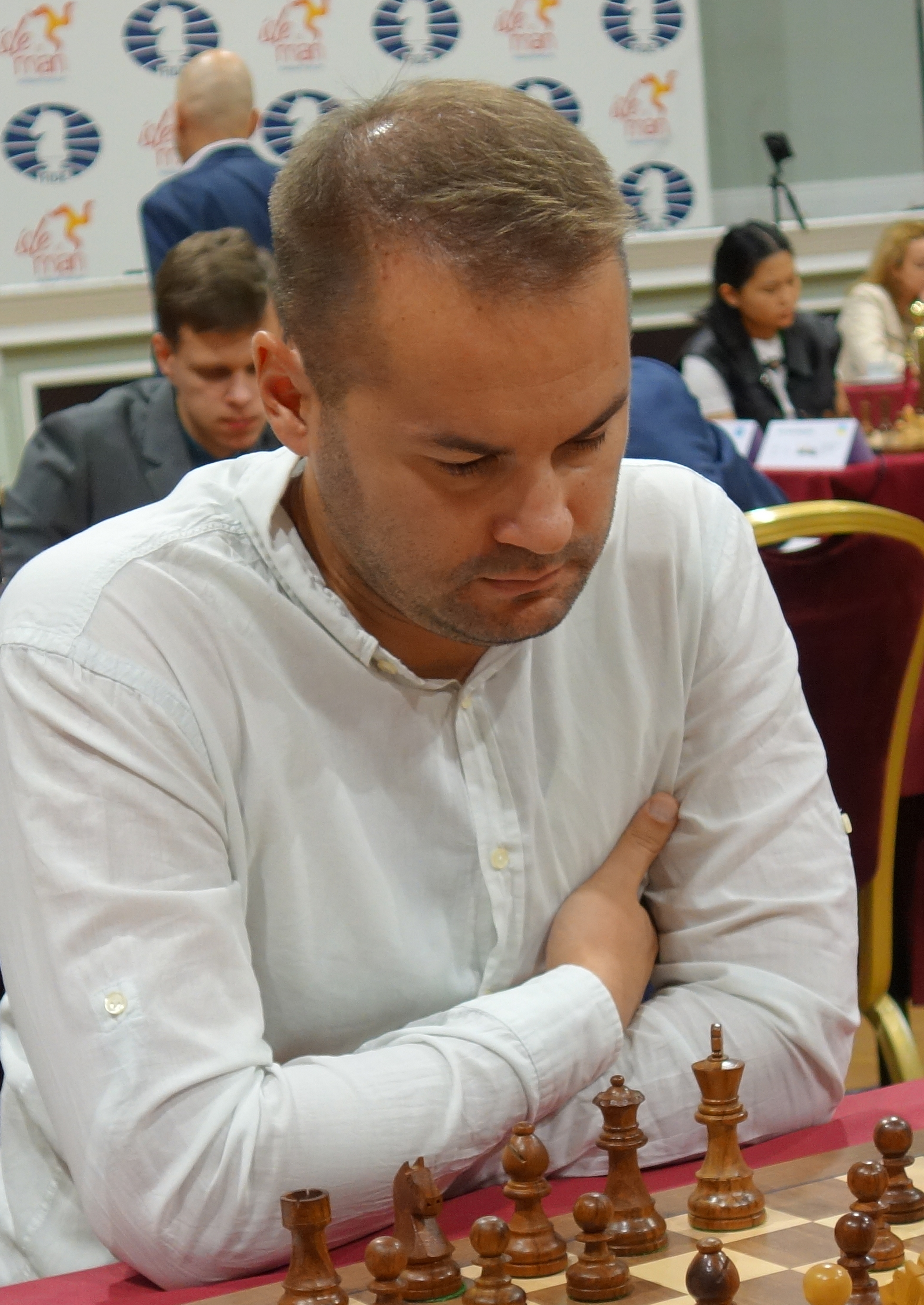
Ivan Šarić in 2023

Ivan Šarić (Split, 17 augustus 1990) is een Kroatische schaker. In 2007 werd hij internationaal meester (IM), sinds 2008 is hij een grootmeester (GM). Hij won in 2007 het Europees kampioenschap schaken voor jeugd in de categorie tot 18 jaar. Hij won in 2008 het wereldkampioenschap schaken voor jeugd in de categorie tot 18 jaar. In 2018 won hij in Batoemi het Europees kampioenschap schaken met de score 8.5 pt. uit 11. In 2009 en 2013 won hij het schaakkampioenschap van Kroatië. Hij behaalde in 2014 een vermeldenswaardige overwinning op Magnus Carlsen, op de 41e Schaakolympiade.

## Jeugdjaren
Hij werd op 17 augustus 1990 geboren in Split. Zijn vader leerde hem schaken toen hij vijf jaar oud was. Hij begon er zich serieus op toe te leggen toen hij negen was en ging deelnemen aan verenigingstoernooien en jeugdtoernooien. Niet veel later nam hij deel aan internationale toernooien.

## Schaakcarrière
In 2002 werd hij achtste op het Europees kampioenschap schaken voor jeugd in de categorie tot 12 jaar, met 6 punten, evenals Magnus Carlsen, terwijl Jan Nepomnjasjtsjii won met 8 punten. 

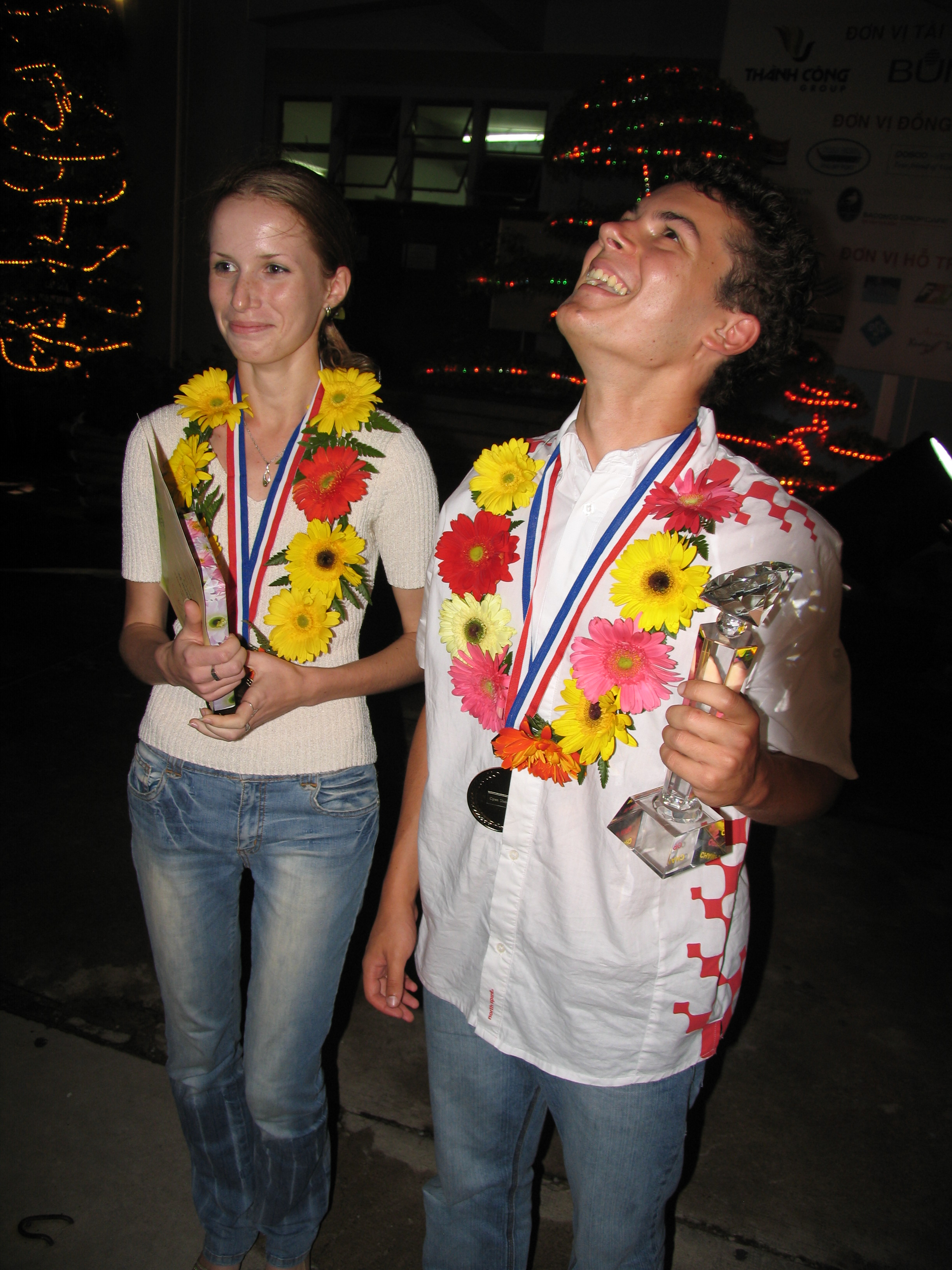
Ivan Šarić en Valentina Goloebenko op het wereldkampioenschap schaken voor jeugd, 2008

In 2007 werd hij internationaal bekend toen hij op het Europees schaakkampioenschap voor jeugd in Šibenik winnaar werd van de categorie tot 18 jaar, met 7 pt. uit 9. In 2008 werd hij grootmeester en won hij het wereldkampioenschap schaken voor jeugd in de categorie tot 18 jaar, met 8 pt. uit 11 en performance rating 2623.
In 2009 en 2013 won hij het Kroatisch kampioenschap schaken, en sinds 2009 is hij lid van het Kroatische nationale team.
In 2011 werd hij gedeeld 2e–7e met Julio Granda, Aleksandar Deltsjev, Maksim Toerov, Pablo Almagro Llamas en Mihail Marin op het 31e Villa de Benasque Open.
Šarić won in 2014 het Tata Steel Challengers toernooi met de score 10 pt. uit 13. Hiermee kwalificeerde hij zich voor het Tata Steel Masters 2015, waar hij eindigde op de 12e plaats met 4.5 pt. uit 11.
Een van zijn opmerkelijkste wapenfeiten is de winstpartij tegen Magnus Carlsen op de 41e Schaakolympiade in 2014, waar Šarić 7 pt. uit 11 behaalde.
In 2018 won hij het Europees kampioenschap schaken in Batoemi met 8.5 pt. uit 11 en werd daarmee de tweede Kroatische schaker die deze titel bereikte, na Zdenko Kožul, die in 2006 het kampioenschap gewonnen had. 
In maart 2019 bereikte zijn Elo-rating de 2703 en was hij nummer 39 op de wereldranglijst.

## Persoonlijk leven
Hij studeerde in 2013 af met een bachelor-graad in Computerwetenschappen aan de Universiteit van Split, en hij woont in Omiš, Kroatië, met zijn vrouw en dochter.

## Externe koppelingen
- (en)   Informatie over schaakpartijen van Ivan Šarić op ChessGames.com
- (en)   Informatie over schaakpartijen van Ivan Šarić op 365chess.com
- (en)  FIDE-ratinggegevens voor Ivan Šarić